# Matthew Followill

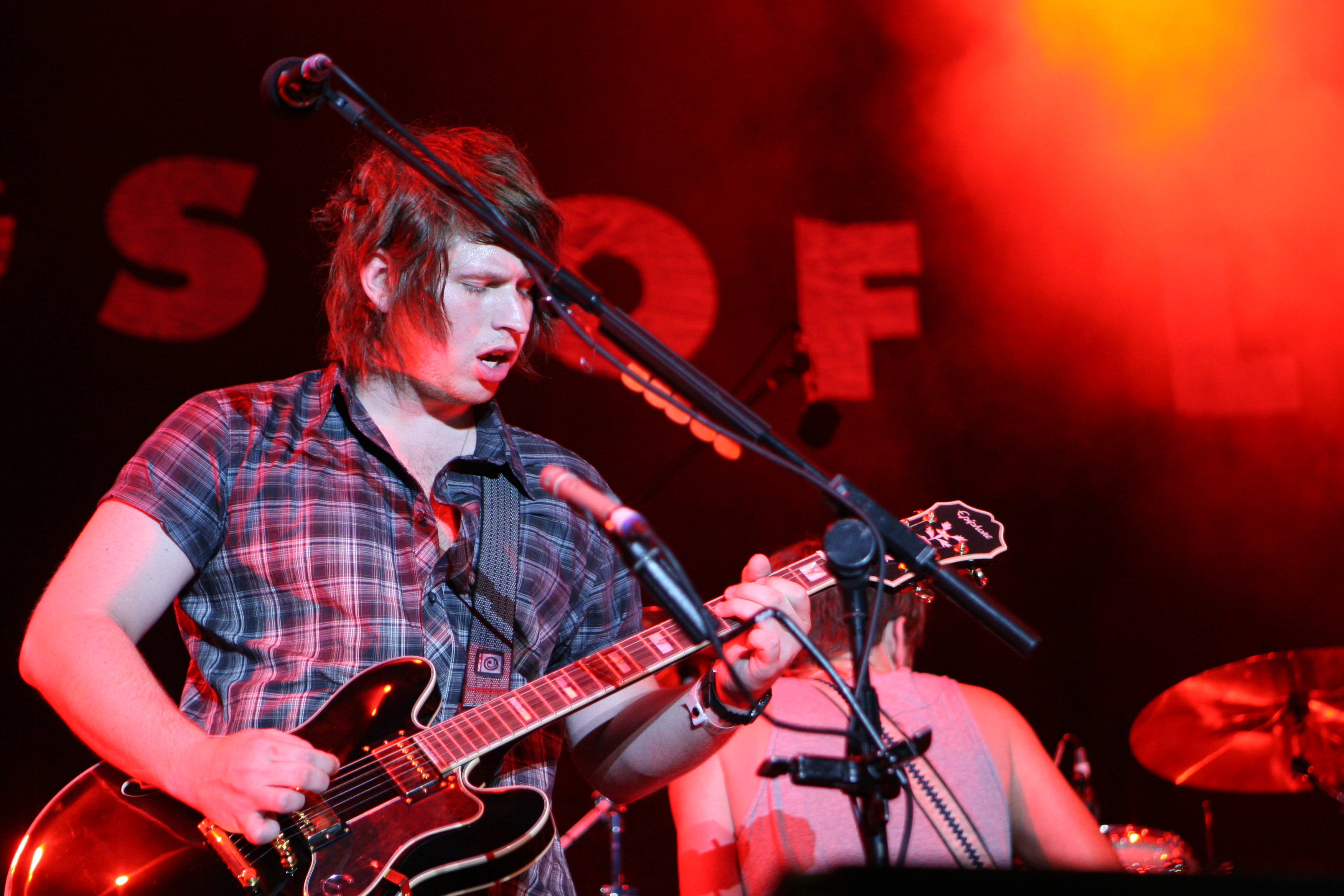
Matthew Followill

Matthew Followill właściwie  Cameron Matthew Followill (ur. 10 września 1984) – amerykański gitarzysta. Followill wraz z kuzynami Jaredem, Nathanem oraz Calebem występuje w rockowej grupie muzycznej Kings of Leon.

## Dyskografia
Kings of Leon
- Youth and Young Manhood (2003)
- Aha Shake Heartbreak (2004/2005)
- Because of the Times (2007)
- Only by the Night (2008)
- Come Around Sundown (2010)